# Amstrad PCW 9512
Amstrad PCW 9512 (PCW 9512) је професионални рачунар, производ фирме Амстрад (Amstrad) који је почео да се израђује у Уједињеном Краљевству током 1987. године.
Користио је Zilog Z80 A као централни микропроцесор а RAM меморија рачунара PCW 9512 је имала капацитет од 512 KB. 
Као оперативни систем кориштен је CP/M, CP/M+.

## Детаљни подаци
Детаљнији подаци о рачунару PCW 9512 су дати у табели испод.
|                       | |
| 9512                  | |
| Произвођач            | Амстрад |
| Тип                   | професионални рачунар |
| Меморија              | 512 |
| Поријекло             | Уједињено Краљевство |
| Година                | 1987 |
| Тастатура             | Пуни помак, 82 тастера са функцијским тастерима, нумеричка тастатура и посебни тастери за уређивање текста (COPY, CUT, PASTE, PRINT, ...) |
| Процесор              | |
| Фреквенција процесора | 4 |
| RAM                   | 512 |
| ROM                   | Без ROM чипа. Bootstrap loader је на посебном чипу.                                                                                       |
| Текст                 | 90 знакова x 35 линија |
| Графика               | 720 x 256 тачака |
| Боја                  | једна боја (црно и бијело) |
| Звук                  | мали звучник, 1 канал |
| Димензије             | 34,5 (ширина) x 34,5 (дубина) x 42 (висина)                                                                                               |
| Портови               | |
| Оперативни систем     | |